# منیبه مزاری
منیبه مزاری (بلوچی: منیبه مزاری؛ زادهٔ ۳ مارس ۱۹۸۷) متولد رحیم یار خان از شهرهای جنوبی ایالت پنجاب است.
او یک هنرمند و سخنران انگیزشی شناخته شده بلوچ اهل پاکستان است و همچنین سفیر پاکستان در امور زنان سازمان ملل است.
و
منیبه مزاری از بلوچ‌های ساکن ایالت پنجاب است.
وی همچنین برندهٔ جوایزی همچون ۱۰۰ زن بی‌بی‌سی شده‌است.
از ایالت پنجاب پاکستان است.